# Scheune Gödestorfer Damm 19
Die Scheune Gödestorfer Damm 19 in Syke, Ortsteil Osterholz, stammt aus dem 19. Jahrhundert.
Das Gebäude steht unter Denkmalschutz.

## Geschichte
Osterholz wurde erstmals um 1250 als Osterholte in der Bremer Weserbrückenliste genannt.
Die Scheune mit früherer Quereinfahrt und Walmdach ist wegen ihrer Konstruktion unter Denkmalschutz gestellt worden. Das Fachwerkhaus in Wandständerbauweise verfügt in der Dachkonstruktion noch über gewachsene Sparren. Die erhaltene Strohdeckung wurde durch ein Blechdach überdeckt. Die Scheune gehört zu einer kleinen Hofanlage.